# John Scudamore (Politiker, um 1400)
Sir John Scudamore (auch John Skydemore) (* um 1400; † nach 1461) war ein englischer Militär und Politiker.

## Herkunft
Scudamore entstammte einer Familie der Gentry von Herefordshire und war ein Sohn von John Scudamore und von Alys, einer Tochter des walisischen Rebellen Owain Glyndŵr.

## Leben
Um 1420 heiratete Scudamore Margaret, die Tochter und Erbin von Sir Thomas Brut. Um das Erbe seines Schwiegervaters kam es zu einem Streit mit Robert Brut, einem Cousin von Thomas Brut. Der Streit wurde ab 1422 vor dem königlichen Gericht behandelt, das die umstrittenen Güter zunächst zur Verwaltung an John Merbury übergab, ehe sie schließlich nach 1423 doch Scudamore zugesprochen wurden. Scudamore begleitete vermutlich ab April 1422 seinen Vater, als dieser am Feldzug von König Heinrich V. in Frankreich teilnahm, doch kehrten sein Vater und er nach dem Tod des Königs im August nach England zurück. Nach dem Tod seines Vaters um 1436 erbt er dessen Besitzungen, darunter Kentchurch Court. 1429, 1436 und 1440 kämpfte er während der Endphase des Hundertjährigen Kriegs in Frankreich.
1445 und 1449 wurde er als Knight of the Shire von Herefordshire für das House of Commons gewählt. Daneben war er Friedensrichter und 1449 Sheriff von Herefordshire. 1453 kämpfte er unter John Talbot, 1. Earl of Shrewsbury in Aquitanien und wurde in der Schlacht von Castillon gefangen genommen. Nach seiner Freilassung war er während der Rosenkriege ein überzeugter Anhänger des Hauses Lancaster. Als 1454 Gruffudd ap Nicolas, der Vater seiner zweiten Frau und mächtigste Beamte in Wales, auf Betreiben von Richard von York gefangen genommen wurde, kam er durch den Einfluss von Scudamore rasch wieder frei. Zusammen mit Jasper Tudor kämpfte Scudamore 1461 während der Schlacht von Mortimer’s Cross. Nach der Niederlage konnte er knapp entkommen, während seine Söhne Henry und James sowie sein Bruder William gefangen genommen wurden. Sein Sohn Henry wurde nach der Schlacht enthauptet. Er verteidigte anschließend Pembroke Castle gegen William Herbert und Walter Devereux, Lord Ferrers. Auf die Zusage, dass er nicht enteignet würde, übergab er die Burg am 30. September 1461. Trotz der Unterstützung von Herbert wurde er zunächst im Dezember 1461 zusammen mit Jasper Tudor durch das Parlament enteignet und von der Amnestie durch König Eduard IV. ausgeschlossen. Erst am 6. Oktober 1472 machte der König die Enteignung rückgängig und gab die Besitzungen an Scudamores Sohn zurück.

## Familie und Nachkommen
Scudamore war zweimal verheiratet. Nach dem Tod seiner ersten Frau Margaret Brut heiratete er Maud, eine Tochter von Gruffudd ap Nicolas. Er hatte mehrere Kinder, sein Erbe wurde sein Sohn John.